# Dolní Police
Dolní Police (německy Niederpolitz) je malá vesnice, část města Žandov v okrese Česká Lípa. Nachází se asi 0,5 km na jihozápad od Žandova. Je zde evidováno 28 adres. Trvale zde žije 55 obyvatel.
Dolní Police je také název katastrálního území o rozloze 6,73 km². V katastrálním území Dolní Police 794 473 leží i Novosedlo, z kopců pak Merboltický a Kozí vrch, oba vysoké 426 m n. m. Od Žandova odděluje Dolní Polici jak řeka Ploučnice, tak železniční trať z České Lípy do Děčína.
Ve vesnici stojí dům čp. 6 – chalupa rodiny herce Vladimíra Menšíka. Část vybavení Olga Menšíková věnovala Vlastivědnému muzea v České Lípě, kde byla vytvořena expozice nazvaná Na chalupě u Vladimíra Menšíka.

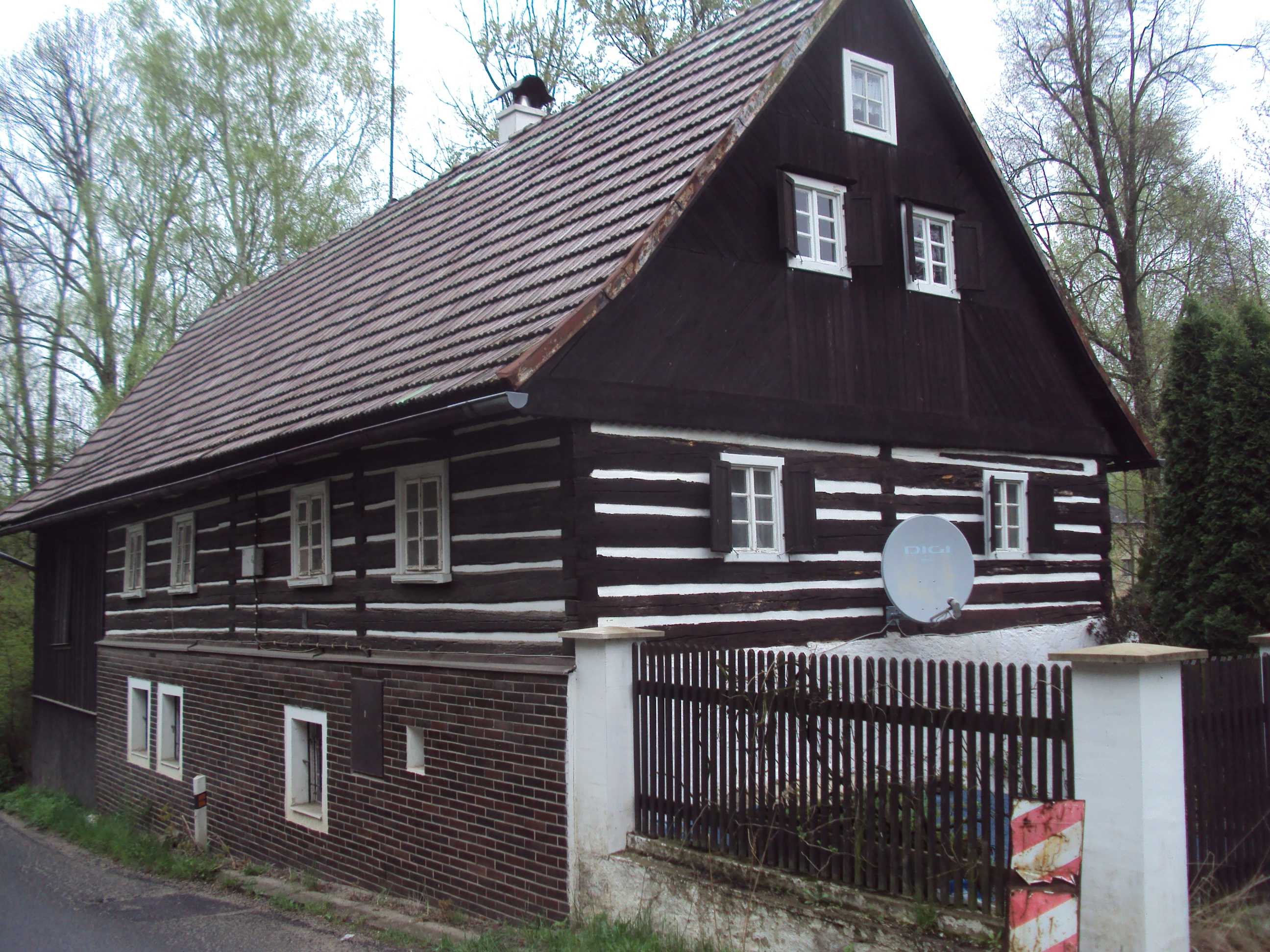
Chalupa herce Menšíka